# Очень страшное кино (серия фильмов)
«Очень страшное кино» — американская серия комедийных фильмов ужасов, состоящая из пяти пародийных фильмов, в основном посвященных подделке фильмов ужасов. В совокупности эти фильмы собрали в мировом прокате почти 900 миллионов долларов. Две актрисы — Анна Фэрис и Реджина Холл в роли Синди Кэмпбелл и Бренды Микс — появляются во всех частях, кроме пятой.
Фильмы были выпущены компанией Dimension Films при помощи двух различных студий: Miramax Films, так как первоначально они были лейблом этой студии, когда исполнительные продюсеры Боб Вайнштейн и Харви Вайнштейн работали над первыми тремя частями, и The Weinstein Company, недавно сформированная студия братьев, которая производила остальную часть серии после ухода из Miramax, оставив лейбл Dimension Films у себя. Miramax/Disney сохраняет права международной дистрибуции.

## Краткий сюжет

### Очень страшное кино
Очень страшное кино (7 июля 2000 г.) — первый фильм в серии. Очень страшное кино — фильм с самыми высокими кассовыми сборами в истории серии, приблизительно 278 019 771 $ по всему миру. Кино снято по мотивам других ужастиков, вышедших на экраны прежде, но некоторые подробности использованы ради шутки (Крик).
После того как группа тинейджеров — Синди Кэмпбелл (Анна Фэрис), Бобби Прайнз (Джон Абрахамс), Баффи Гилмор (Шэннон Элизабет), Грег Филлип (Лохлин Манро), Рей Уилкинс (Шон Уэйанс), Мелкий Микс (Марлон Уэйанс) и Бренда Микс (Реджина Холл) — случайно сбивают своим автомобилем человека, они решают бросить его в озеро и никогда больше не говорить об этом (пародия на Я знаю, что вы сделали прошлым летом). Несколько лет спустя «некто в маске» убивает их одного за другим. Они решают выяснить, кто же убийца.

### Очень страшное кино 2
Очень страшное кино 2 (6 июля 2001 г.) — второй фильм в серии. В США фильм собрал 71 308 997 $. Во всём мире — 141 220 678 $. Хотя она по-своему хороша, но из пяти частей Очень страшного кино эта считается четвёртой успешной. Не только потому, что это второй и последний фильм в серии, получивший рейтинг R, но и потому, что он также отмечает конец участия родных братьев Уэйанс в серии, ибо они перешли в другие проекты, среди них — комедия 2004 г. Белые цыпочки.
Фильм начинается пародией на Изгоняющего дьявола: маленькая девочка по имени Меган Вурхис (однофамилица печально известного вымышленного серийного убийцы Джейсона Вурхиса) одержима дьяволом, и двое священников, Отец Макфилай и Отец Харрис (Джеймс Вудс и Энди Ричтер соответственно) должны изгнать его. Но, после того как Меган оскорбляет мать Харриса, тот стреляет ей в голову.
Все персонажи, которые загадочно погибли в первой части, в этом фильме живы и здоровы, плюс к ним присоединяются новые герои: Бадди (Кристофер Мастерсон), Тео (Кэтлин Робертсон) и Алекс (Тори Спеллинг).
История начинается с того, что профессор колледжа Профессор Олдмен (Тим Карри) и его ассистент на коляске Дуайт (Дэвид Кросс) планируют изучить призраков в особняке, используя подростков как приманку.
В доме происходят странные вещи: на Рея нападает клоун, Мелкого атакует ожившее растение, Синди затевает драку с одержимым котом, а Дуайт спорит с попугаем-матерщинником. Когда все узнают о плане профессора, они пытаются сбежать из дома, и обнаруживается призрак, живущий в особняке. Чтобы выбраться, ребята должны победить призрака.

### Очень страшное кино 3
Очень страшное кино 3 (24 октября 2003 г.) — третий фильм в серии. С 220 673 217 $ со всего мира, это второй самый успешный/популярный фильм из серии. Сюжет фильма представляет собой комбинацию пародий на Звонок, Знаки и другие фильмы/знаменитости. Майкл Джексон хотел предъявить иск кинопроизводителям за показ его таким образом, что он похож на педофила. Это было первое Очень Страшное Кино, получившее рейтинг PG-13 в Соединённых Штатах (и первое, где нет никого из Уэйансов), поскольку первые два были с рейтингом R. Это случилось потому, что начиная с этой части, содержание фильмов стало более уравновешенным.
Книксен в сторону Знаков: сюжет вертится вокруг неких странных кругов на полях, найденных около старой фермы. И книксен в сторону Звонка: странная видеозапись появляется там и сям, а когда ты посмотришь её, зазвонит телефон и жуткий голос скажет: «Ты умрёшь через семь дней». Развязка всё ближе и ближе, когда Синди только влюбляется в рэпера по имени Джордж (пародия на Эминема) и узнаёт, что она умрёт через семь дней.
Тем временем фермеры, которые нашли странные круги на своём поле, узнают, что инопланетяне, которые прилетели на Землю, хотят уничтожить убийцу, убивающего людей, которые смотрели кассету.

### Очень страшное кино 4
Очень страшное кино 4 (14 апреля 2006) — четвёртый фильм в серии. Фильм собрал 40 миллионов $ в первые выходные, что сделало его третьим лучшим открытием в серии. С 178 049 620 $ в мировом прокате, Очень страшное кино 4 занимает третье почётное место среди прочих частей.
Основной сюжет этого фильма — фильм «Война миров» с примесью пародий на Пилу, Таинственный лес и Малышку на миллион.

### Очень страшное кино 5
Очень страшное кино 5 (25 апреля 2013) — пятый и последний фильм в серии. Это единственный фильм франшизы, в котором не снялись Анна Фарис и Реджина Холл. Фильм получил негативные отзывы критиков и зрителей, и собрал 78 378 744 $ по всему миру, что делает его самым неприбыльным фильмом во франшизе.
Джоди (Эшли Тисдейл) и Дэн Сандерс (Саймон Рекс) переезжают в новый дом после усыновления трёх загадочных детей. В этом доме есть видеокамеры для записи событий, и Джоди и Дэн вскоре обнаруживают, что могущественное существо, известное как «Мама», преследует их, пытаясь забрать их усыновлённых детей.

### Очень страшное кино 6
В апреле 2024 года было объявлено о начале работы над новым фильмом при участии продюсера Нила Морица. Производством займется кинокомпания Miramax, а дистрибуцией Paramount Pictures. Съёмки планируются на конец 2024 года, а премьера — на 2026 год.  Это будет первый фильм серии, не снятый компанией Dimension Films (в связи с закрытием студии). В октябре 2024 года подтвердилось воссоединение братьев Уэйанс для работы над фильмом — впервые за 18 лет.  Премьера фильма назначена на 12 июня 2026 года.

## Актёры и персонажи
| Персонаж                      | Фильм               | Фильм                 | Фильм                                               | Фильм                 | Фильм                 | Фильм                 |
| Персонаж                      | Очень страшное кино | Очень страшное кино 2 | Очень страшное кино 3                               | Очень страшное кино 4 | Очень страшное кино 5 | Очень страшное кино 6 |
| ----------------------------- | ------------------- | --------------------- | --------------------------------------------------- | --------------------- | --------------------- | --------------------- |
| Синди Кэмпбелл                | Анна Фэрис          | Анна Фэрис            | Анна Фэрис                                          | Анна Фэрис            |                       |                       |
| Бренда Микс                   | Реджина Холл        | Реджина Холл          | Реджина Холл                                        | Реджина Холл          |                       |                       |
| Мелкий Микс                   | Марлон Уэйанс       | Марлон Уэйанс         |                                                     |                       |                       |                       |
| Рэй Уилкинс                   | Шон Уэйанс          | Шон Уэйанс            |                                                     |                       |                       |                       |
| Бобби Принз                   | Джон Абрахамс       |                       |                                                     |                       |                       |                       |
| Баффи Гилмор                  | Шеннон Элизабет     |                       |                                                     |                       |                       |                       |
| Грег Филипп                   | Манро Лохлин        |                       |                                                     |                       |                       |                       |
| Даффи "Дуфи" Гилмор           | Дейв Шеридан        |                       |                                                     |                       |                       |                       |
| Гейл Халисторм                | Шери Отери          |                       |                                                     |                       |                       |                       |
| Шериф Барк                    | Курт Фуллер         |                       |                                                     |                       |                       |                       |
| Бадди Сандерсон               |                     | Кристофер Мастерсон   |                                                     |                       |                       |                       |
| Тео                           |                     | Кэтлин Робертсон      |                                                     |                       |                       |                       |
| Дуайт Хартман                 |                     | Дэвид Кросс           |                                                     |                       |                       |                       |
| Отец Макфрили                 |                     | Джеймс Вудс           |                                                     |                       |                       |                       |
| Профессор Олдман              |                     | Тим Карри             |                                                     |                       |                       |                       |
| Алекс Мондей                  |                     | Тори Спеллинг         |                                                     |                       |                       |                       |
| Хэнсон                        |                     | Крис Эллиот           |                                                     |                       |                       |                       |
| Отец Харрис                   |                     | Энди Рихтер           |                                                     |                       |                       |                       |
| Хью Кейн                      |                     | Ричард Молл           |                                                     |                       |                       |                       |
| Том Логан                     |                     |                       | Чарли Шин                                           | Чарли Шин             |                       |                       |
| Джордж Логан                  |                     |                       | Саймон Рекс                                         | Саймон Рекс           |                       |                       |
| Махалик                       |                     |                       | Энтони Андерсон                                     | Энтони Андерсон       |                       |                       |
| СиДжей                        |                     |                       | Кевин Харт                                          | Кевин Харт            |                       |                       |
| Президент Харрис              |                     |                       | Лесли Нильсен                                       | Лесли Нильсен         |                       |                       |
| Коди Кэмпбелл                 |                     |                       | Дрю Микуска                                         |                       |                       |                       |
| Майкл Джексон                 |                     |                       | Эдвард Мосс                                         | Эдвард Мосс           |                       |                       |
| Сью Логан                     |                     |                       | Джианна Баллард                                     |                       |                       |                       |
| Табита                        |                     |                       | Марни ЭнгНаоми Лоусон-БэрдФил Дорнфилд              |                       |                       |                       |
| Росс Гиггинс                  |                     |                       | Пивен, Джереми                                      |                       |                       |                       |
| Карсон Уорд                   |                     |                       | Тимоти Стэк                                         |                       |                       |                       |
| Рядовой Чамплин               |                     |                       | Кэмрин Мейнхам                                      |                       |                       |                       |
| Агент Томпсон                 |                     |                       | Джа Рул                                             |                       |                       |                       |
| Саяман                        |                     |                       | Аджай Найду                                         |                       |                       |                       |
| Инопланетяне                  |                     |                       | Томас КенниДерек Стивен ПринсТрой ЙоркМарко Сориано |                       |                       |                       |
| Тетя Шаниква Оракул           |                     |                       | Латифа Куин                                         |                       |                       |                       |
| Том Райан Гораций П. Мактитти |                     |                       |                                                     | Бирко, Крейг          |                       |                       |
| Робби Райан                   |                     |                       |                                                     | Бо Мирчофф            |                       |                       |
| Рэйчел Райан                  |                     |                       |                                                     | Кончита Кэмпбелл      |                       |                       |
| Злодей из пилы                |                     |                       |                                                     | Крейг Мейзин          |                       |                       |
| Злодей из пилы                | Лора Дэш            |                       |                                                     |                       |                       |                       |
| Японский мальчик-призрак      |                     |                       |                                                     | Гаррет Масуда         |                       |                       |
| Японская женщина-призрак      |                     |                       |                                                     | Томоко Сато           |                       |                       |
| Генри Хейл                    |                     |                       |                                                     | Билл Пуллман          |                       |                       |
| Мэрилин                       |                     |                       |                                                     | Молли Шеннон          |                       |                       |
| Эмма Норрис                   |                     |                       |                                                     | Клорис Личмен         |                       |                       |
| Джоди Сандерс                 |                     |                       |                                                     |                       | Эшли Тисдейл          |                       |
| Дэн Сандерс                   |                     |                       |                                                     |                       | Саймон Рекс           |                       |
| Кэйти                         |                     |                       |                                                     |                       | Грейси Уиттон         |                       |
| Лили                          |                     |                       |                                                     |                       | Ава Колкер            |                       |
| Эиден                         |                     |                       |                                                     |                       | Дилан и Райан Моррис  |                       |
| Кендра Брукс                  |                     |                       |                                                     |                       | Эрика Эш              |                       |
| Мария                         |                     |                       |                                                     |                       | Лидия Порто           |                       |
| Цезарь                        |                     |                       |                                                     |                       | Крис Антонуччи        |                       |
| Мама                          |                     |                       |                                                     |                       | Скотт Нери            |                       |
| Хизер Дарли                   |                     |                       |                                                     |                       | Молли Шеннон          |                       |
| Пьер                          |                     |                       |                                                     |                       | Жан-Поль Ману         |                       |
| Мартин Джейкобс               |                     |                       |                                                     |                       | Терри Крюс            |                       |

## Кассовые сборы
| Год       | Фильм                 | США          | За рубежом   | Всего        |
| --------- | --------------------- | ------------ | ------------ | ------------ |
| 2000      | Очень страшное кино   | $157.019.771 | $121.000.000 | $278.019.771 |
| 2001      | Очень страшное кино 2 | $71.308.997  | $69.911.681  | $141.220.678 |
| 2003      | Очень страшное кино 3 | $110.003.217 | $110.670.000 | $220.673.217 |
| 2006      | Очень страшное кино 4 | $90.710.620  | $87.552.000  | $178.262.620 |
| 2013      | Очень страшное кино 5 | $32.015.787  | $46.362.957  | $78.378.744  |
| 2026      | Очень страшное кино 6 |              |              |              |
| Все части | Все части             | $461.058.392 | $435.496.638 | $896.555.030 |

## Отзывы
| Фильм                 | Rotten Tomatoes    | Metacritic          |
| --------------------- | ------------------ | ------------------- |
| Очень страшное кино   | 51 % (117 отзывов) | 48/100 (32 отзыва)  |
| Очень страшное кино 2 | 14 % (111 отзывов) | 29/100 (25 отзывов) |
| Очень страшное кино 3 | 35 % (129 отзывов) | 49/100 (27 отзывов) |
| Очень страшное кино 4 | 34 % (126 отзывов) | 40/100 (23 отзыва)  |
| Очень страшное кино 5 | 4 % (52 отзыва)    | 11/100 (16 отзывов) |
| Очень страшное кино 6 |                    |                     |